# Georges Nzongola-Ntalaja
Georges Nzongola-Ntalaja (Bukavu, 3 de febrero de 1944) es un académico, autor y diplomático congoleño. Es profesor de Estudios Africanos y Afroestadounidenses en la Universidad de Carolina del Norte en Chapel Hill, donde se especializa en estudios africanos y globales, y Representante Permanente de la República Democrática del Congo ante las Naciones Unidas desde 2022.

## Biografía
Georges Nzongola-Ntalaja nació el 3 de febrero de 1944 en Kasha, Kivu del Sur en el Congo Belga. Nzongola-Ntalaja creció en una estación de la Misión Presbiteriana Estadounidense del Congo (APCM) en Kasha, cerca del puesto estatal de Luputa. La participación de Nzongola-Ntalaja en el activismo comenzó durante su adolescencia cuando participó en protestas que exigían la independencia congoleña de Bélgica.
Durante el movimiento por los derechos civiles de la década de 1960 en los Estados Unidos, hubo llamados para que Davidson College admitiera estudiantes negros, y Nzongola-Ntalaja era un estudiante de intercambio en Saint Paul (Minnesota) en ese momento con planes de asistir a Macalester College. Sin embargo, el presidente de Davidson College, Grier Martin, contactó a su familia anfitriona y le ofreció una beca completa. Esto convirtió a Nzongola-Ntalaja en el segundo estudiante negro en asistir a Davidson durante sus primeros intentos de promover la diversidad. Rápidamente se involucró en el activismo estadounidense, participó en el movimiento por los derechos civiles en Estados Unidos, presionó para que la universidad terminara con la discriminación contra los empleados negros y abogó por un plan de estudios más completo.
Nzongola-Ntalaja se graduó con una licenciatura en filosofía en 1967, antes de completar una maestría en diplomacia y comercio internacional en 1968 de la Universidad de Kentucky. Más tarde defendió su Doctorado en Filosofía en ciencias políticas en 1975 en la Universidad de Wisconsin-Madison.

### Carrera académica
Nzongola-Ntalaja tuvo cargos docentes en la Universidad de Kisangani, Congo-Kinshasa de 1970 a 1971, la Universidad de Lubumbashi de 1971 a 1975, la Universidad Clark Atlanta entre 1975 y 1977 y la Universidad de Maiduguri en Nigeria entre 1977 y 1978. Se convirtió en profesor de estudios africanos en la Universidad Howard entre 1978 y 1997, y en profesor de política pública James K. Batten en Davidson College, Carolina del Norte, entre 1998 y 1999. También fue profesor invitado en El Colegio de México en el verano de 1987. Nzongola-Ntalaja ha sido profesora en el Departamento de Estudios Africanos, Afroamericanos y de la Diáspora de la Universidad de Carolina del Norte en Chapel Hill desde 2007.
Nzongola-Ntalaja se desempeñó como Presidente de la Asociación de Estudios Africanos (ASA) de los Estados Unidos en 1988, como miembro del Comité Ejecutivo de la Asociación Internacional de Ciencia Política (IPSA) de 1994 a 1997, y como Presidente de la Asociación Africana de Ciencias Políticas (AAPS) de 1995 a 1997. Fue elegido miembro de la Academia Africana de Ciencias en 1988.
Nzongola-Ntalaja tiene una extensa investigación sobre política africana, temas de desarrollo y conflicto, y es autor de varios libros y numerosos artículos sobre estos temas. Una de sus obras más notables es The Congo from Leopold to Kabila: A People's History, que proporciona una historia completa de la República Democrática del Congo desde el período colonial hasta la actualidad. El libro ganó el Premio al Mejor Libro de 2004 del African Politics Conference Group, y apareció en la lista de 10 libros sobre neocolonialismo de The Guardian. También ha escrito extensamente sobre los abusos bajo el Estado Libre del Congo, al que se refiere como el «holocausto del Congo», y ha dado una charla TED-Ed sobre el tema.

### Carrera política
La abierta oposición de Nzongola-Ntalaja a Mobutu Sese Seko y al régimen de Zaire lo convirtió en blanco de intimidaciones e incluso amenazas de muerte. Fue sometido a largos interrogatorios por parte de la Policía de Seguridad. En respuesta, optó por regresar a los Estados Unidos y vivir en el exilio voluntario por un período de 17 años.
Nzongola-Ntalaja ha sido miembro del Congreso Nacional Africano (ANC) y del Partido del Pueblo para la Reconstrucción y la Democracia (PPRD) desde 1991. También ha sido un crítico vocal del autoritarismo y la corrupción en el país, y ha pedido una mayor protección de la democracia y los derechos humanos en el Congo.
Nzongola-Ntalaja también ha estado involucrado en la política y contribuyó al alejamiento de su país del régimen autoritario de Mobutu. En 1992, participó como representante en la Conferencia Nacional Soberana de Congo/Zaire, y luego se desempeñó como Asesor Diplomático del Gobierno de Transición encabezado por el primer ministro Étienne Tshisekedi. Además, en 1996, fue nombrado vicepresidente de la Comisión Electoral Nacional de la RDC, donde se desempeñó como representante principal de la oposición en la comisión. Nzongola-Ntalaja también ha trabajado para las Naciones Unidas. Fue Director del Centro de Gobernanza de Oslo de 2002 a 2005. En 2005, dirigió un equipo de expertos encargado de desarrollar un marco de paz y seguridad para la Región de los Grandes Lagos.
Nzongola-Ntalaja es el Representante Permanente de la República Democrática del Congo ante las Naciones Unidas, habiendo presentado sus credenciales al Secretario General de la ONU, António Guterres, el 13 de enero de 2022. En junio de 2022, Nzongola-Ntalaja solicitó al Consejo de Seguridad que exigiera la retirada incondicional del M23 de Bunagana y partes del territorio de Rutshuru en el este del Congo durante la reunión del Consejo de Seguridad de las Naciones Unidas. El M23 es un grupo rebelde que fue derrotado por las Fuerzas Armadas congoleñas y las Naciones Unidas en 2013, pero resurgió en noviembre de 2021. Funcionarios congoleños culpan a la vecina Ruanda por apoyar al M23, mientras que Ruanda niega cualquier vínculo con el grupo. Sin embargo, descartó las preocupaciones de Ruanda sobre la existencia de las Fuerzas Democráticas para la Liberación de Ruanda en la RDC. El 26 de octubre de 2022, Nzongola-Ntalaja acusó a Ruanda de ocupar la República Democrática del Congo entre 1998 y 2003 y cometer atrocidades, incluido el saqueo de la economía congoleña y el robo de chimpancés y otros animales.

## Libros
- Nzongola-Ntalaja, Georges; Magubane, Bernard Makhosezwe, eds. (1983). Proletarianization and class struggle in Africa. Contemporary Marxism series. San Francisco: Synthesis Publications. ISBN 978-0-89935-019-6.
- Nzongola-Ntalaja, Georges (1986). The Crisis in Zaire: Myths and Realities (en inglés). Africa World Press. ISBN 978-0-86543-023-5.
- Nzongola-Ntalaja, Georges (1987). Revolution and counter-revolution in Africa : essays in contemporary politics. Londres: Institute for African Alternatives. ISBN 0-86232-750-4. OCLC 17622087.
- Nzongola-Ntalaja, Georges (1991). Conflict in the Horn of Africa (en inglés). African Studies Association Press. ISBN 978-0-918456-65-6.
- Nzongola-Ntalaja, Georges (1993). Nation-building and state building in Africa. Occasional paper series. SAPES Trust. Harare: SAPES Books. ISBN 978-1-77905-012-0.
- Krieger, Joel; Joseph, William A.; Paul, James A.; Nzongola-Ntalaja, Georges (1993). The Oxford Companion to Politics of the World (en inglés). Oxford University Press. ISBN 978-0-19-505934-2.
- Nzongola-Ntalaja, Georges (1997). Le mouvement démocratique au Zaïre, 1956-1996 (en francés). UNAM. ISBN 978-968-36-5693-3.
- Science, African Association of Political (1998). The State and Democracy in Africa (en inglés). Africa World Press. ISBN 978-0-86543-638-1.
- Nzongola-Ntalaja, Georges (2001). Africa in the New Millennium (en inglés). Nordic Africa Institute. ISBN 978-91-7106-488-2.
- Nzongola-Ntalaja, Georges (2004). From Zaire to the Democratic Republic of the Congo (en inglés). Nordic Africa Institute. ISBN 978-91-7106-538-4.
- Nzongola-Ntalaja, Georges (22 de septiembre de 2006). «The history of democracy in DR Congo». Soundings (en inglés) 34 (34): 131-146. doi:10.3898/136266206820466002.
- Nzongola-Ntalaja, Georges (10 de octubre de 2013). The Congo from Leopold to Kabila: A People's History (en inglés). Bloomsbury Publishing. ISBN 978-1-78032-939-0.
- Nzongola-Ntalaja, Georges (2014). Patrice Lumumba. Ohio University Press. ISBN 9780821445068.